# 屋戸町
屋戸町（やとちょう）は、愛知県瀬戸市山口連区の町名。丁番を持たない単独町名である。

## 地理
- 瀬戸市の南部に位置する[8]。西を大坪町、北を若宮町、東を海上町・広久手町、南を吉野町と隣接している[8]。
- 山口谷の東端。東は猿投山地に続き、山麓部に集落が立地する[8]。
- 町の西境には、大坪町に続く条里遺構がある[9]。

### 河川
- 矢田川（山口川）[8] ： 町の北西端、若宮町との町境付近を南西に流れている。
- 屋戸川（矢田川支流） ： 町の中央部を北西に流れ、町の北西部で矢田川に注ぎ込んでいる。
- 寺山川（屋戸川支流） ： 町の南東部を西流し、屋戸川に注ぎ込んでいる。

- 矢田川（屋戸町・若宮町境）
- 屋戸川（屋戸町内）
- 屋戸川と矢田川の合流点[注釈 1]
- 寺山川（屋戸町内）

### 学区
市立小・中学校に通う場合、学区は以下の通りとなる。また、公立高等学校普通科に通う場合の学区は以下の通りとなる。
| 番・番地等 | 小学校               | 中学校             | 高等学校 |
| ---------- | -------------------- | ------------------ | -------- |
| 全域       | 瀬戸市立幡山東小学校 | 瀬戸市立幡山中学校 | 尾張学区 |

## 歴史

### 町名の由来
江戸時代の村絵図には「屋頭島」と記すが、古くは「矢頭」と書いたという。山口八幡社の警固祭りに使用される9本の銀鷹の矢のまといだしは、武田信玄の部将山田信濃守の物見ケ嶺の大蛇退治の言い伝えが馬標となっており、集落化の嚆矢を誇りにこの字を当てたといわれる。

### 沿革
- 1981年（昭和56年）3月31日 - 瀬戸市大字山口字屋戸・広久手の各一部により、同市屋戸町として成立[2]。

## 世帯数と人口
2024年（令和6年）2月1日現在の世帯数と人口は以下の通りである。
| 町丁   | 世帯数 | 人口  |
| ------ | ------ | ----- |
| 屋戸町 | 81世帯 | 200人 |

### 人口の変遷
国勢調査による人口の推移
| 1995年（平成7年）  | 217人 | [ 12 ] |  |
| 2000年（平成12年） | 202人 | [ 13 ] |  |
| 2005年（平成17年） | 199人 | [ 14 ] |  |
| 2010年（平成22年） | 197人 | [ 15 ] |  |
| 2015年（平成27年） | 207人 | [ 16 ] |  |
| 2020年（令和2年）  | 190人 | [ 17 ] |  |

### 世帯数の変遷
国勢調査による世帯数の推移。
| 1995年（平成7年）  | 53世帯 | [ 12 ] |  |
| 2000年（平成12年） | 56世帯 | [ 13 ] |  |
| 2005年（平成17年） | 64世帯 | [ 14 ] |  |
| 2010年（平成22年） | 67世帯 | [ 15 ] |  |
| 2015年（平成27年） | 70世帯 | [ 16 ] |  |
| 2020年（令和2年）  | 68世帯 | [ 17 ] |  |

## 交通

### 鉄道
町内に鉄道は走っていない。最寄り駅は愛知環状鉄道・愛知環状鉄道線山口駅になる。

### バス
町内にバスは走っていない。最寄りのバス停は、瀬戸市コミュニティバス「上之山線」の山口駅バス停・大坪町バス停になる。

### 道路
国道248号（瀬戸東バイパス）・愛知県道22号瀬戸環状線（重複区間） ： 町の中央部を南北に走っている。
- 国道248号・愛知県道22号標識（屋戸町内）

## 施設
- 屋戸川公園 ： 屋戸川砂防堰堤の下流側にある公園。屋戸川砂防事業の紹介看板とベンチがある。

- 屋戸川公園

## その他

### 日本郵便
- 郵便番号 : 489-0858[6]（集配局：瀬戸郵便局[18]）。